# Kunsttherapie
Die Kunsttherapie ist eine Künstlerische Therapie, die sich von Impulsen aus den USA und Europa in der Mitte des 20. Jahrhunderts herleitet. In der Kunsttherapie wird hauptsächlich mit Medien der bildenden Kunst gearbeitet. Dazu zählen malerische oder zeichnerische Medien, plastisch-skulpturale Gestaltungen oder auch fotografische Medien. Durch sie können Patienten unter therapeutischer Begleitung innere und äußere Bilder ausdrücken, ihre kreativen Fähigkeiten entwickeln und ihre sinnliche Wahrnehmung ausbilden.
Die kunsttherapeutische Praxis und Theoriebildung ist mit unterschiedlichen Disziplinen wie z. B. der Kunstwissenschaft, der Psychologie und der Pädagogik verbunden. In den letzten Jahrzehnten haben sich daraus verschiedene Formen und Ansätze der Kunsttherapie entwickelt. Diese haben sich in klinischen, pädagogischen oder sozialen Praxisfeldern etabliert. Besondere Bedeutung hat die Kunsttherapie dabei in der psychiatrischen, psychosomatischen und psychosozialen Therapiepraxis gewonnen.

## Entwicklung

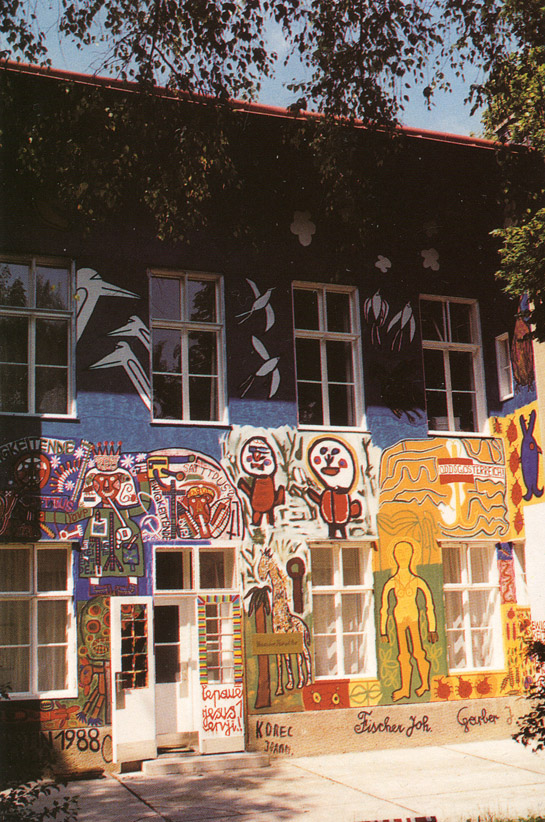
Künstlerhaus Gugging

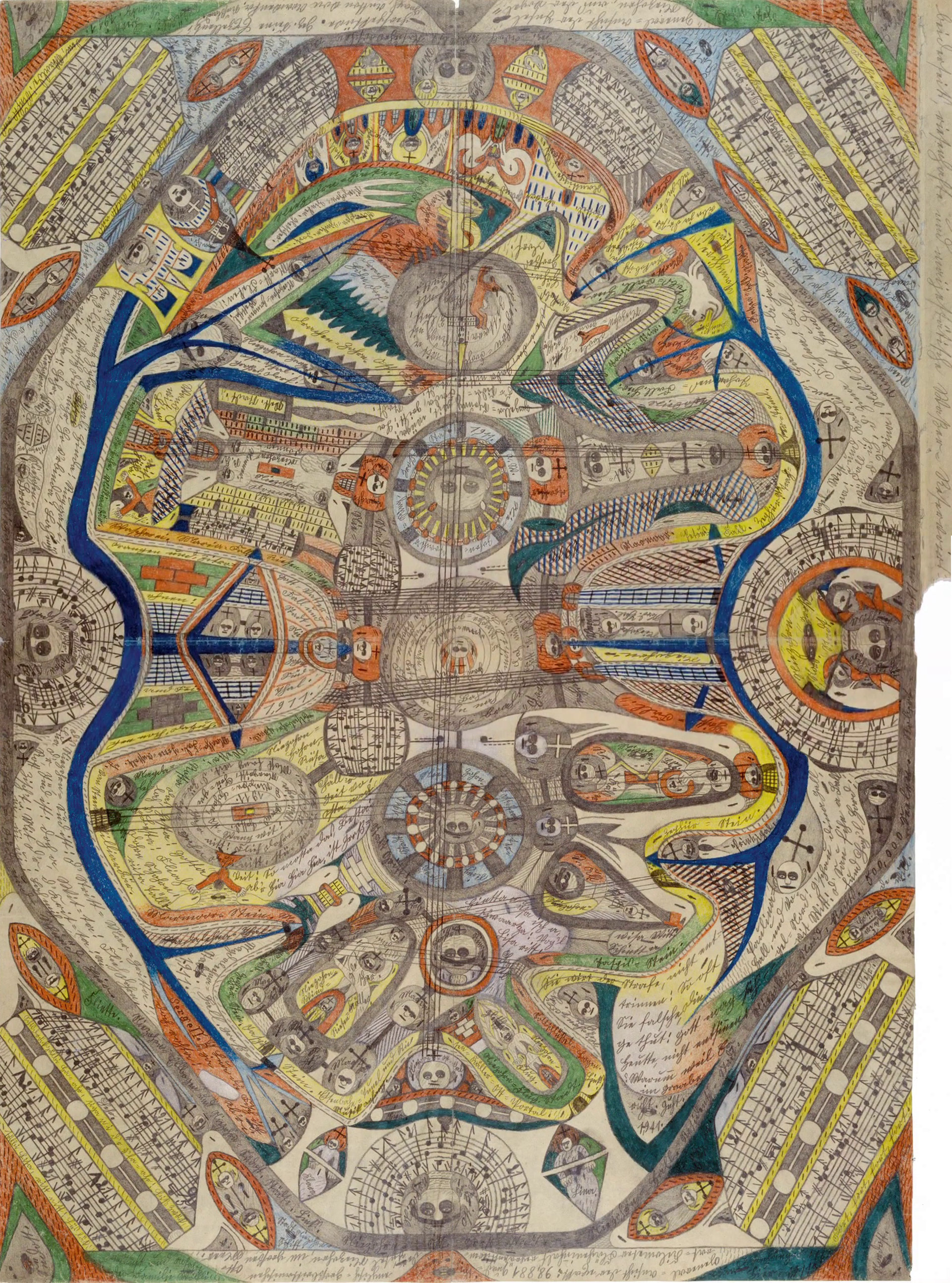
Außenseiterkunst: Adolf Wölfli

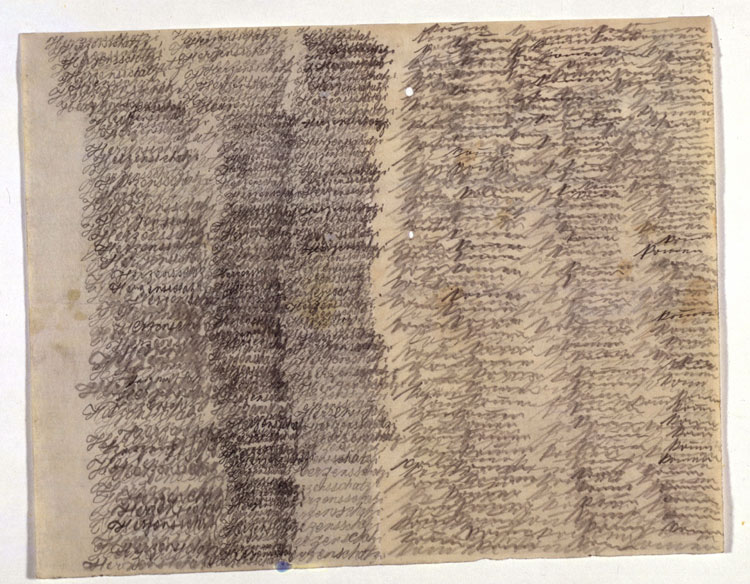
Außenseiterkunst: Emma Hauck, "Herzensschatzi komm", Brief an den Ehemann, 1909 aus der Sammlung Prinzhorn

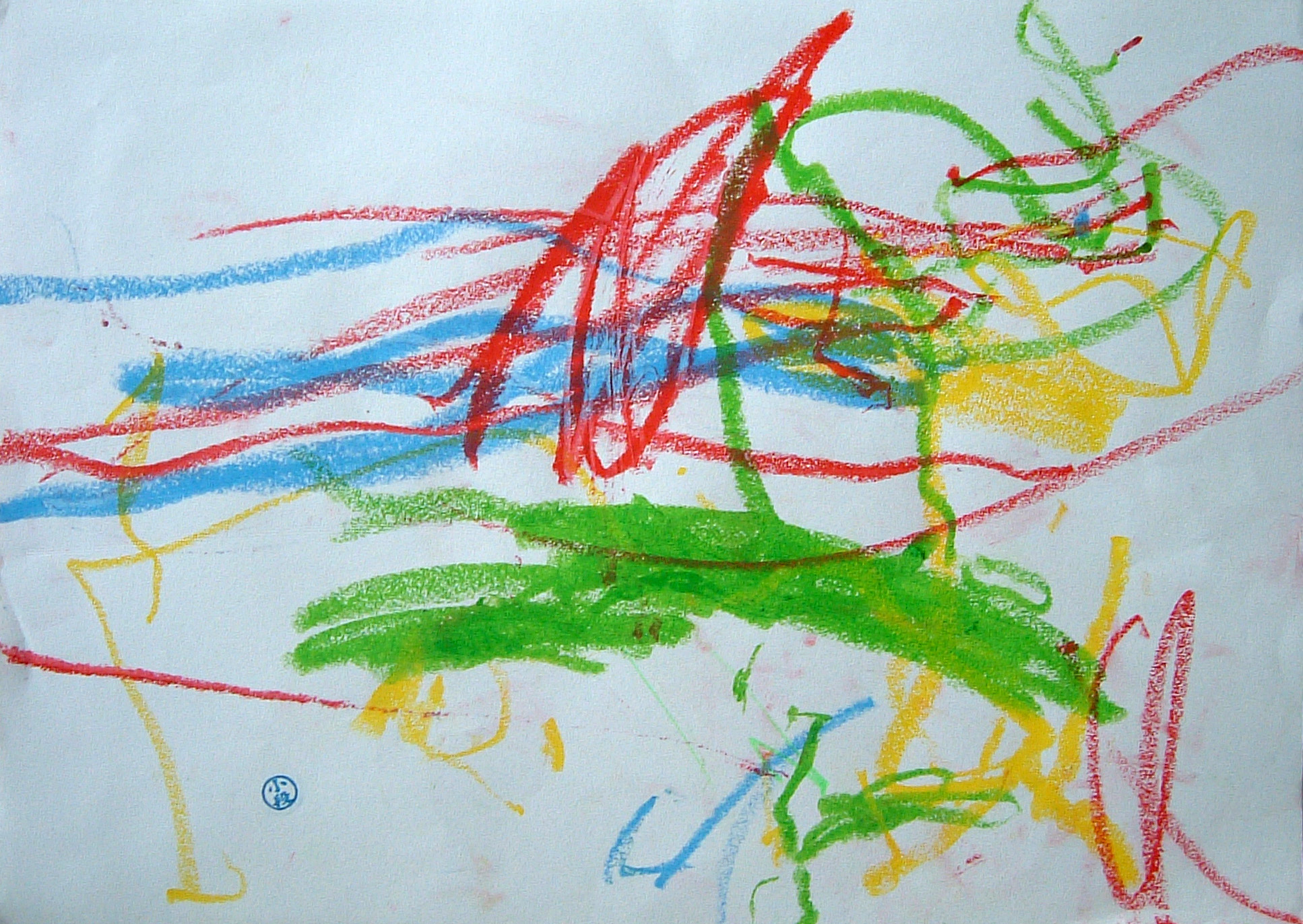
Außenseiterkunst: „Kritzeleien“ eines Kindes

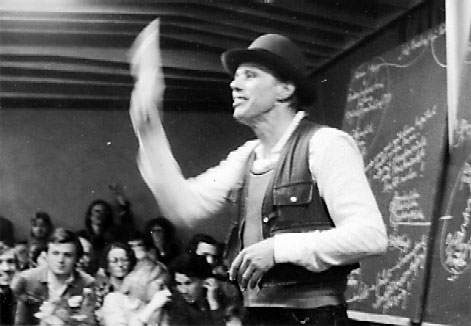
Joseph Beuys: Vortrag „Jeder Mensch ein Künstler – Auf dem Weg zur Freiheitsgestalt des sozialen Organismus“, Achberg 1978

Die Kunsttherapie ist eine relativ junge therapeutische Disziplin. Erst Anfang bis Mitte des 20. Jahrhunderts entwickelten sich im englischsprachigen und europäischen Raum unabhängig voneinander die ersten kunsttherapeutischen Ansätze.

### Großbritannien und USA
Sowohl in Großbritannien als auch in den USA liegen die Wurzeln der Kunsttherapie hauptsächlich in der Kunsterziehung, der künstlerischen Praxis und der Entwicklungspsychologie. Die Begriffe Kunsttherapie und Kunsterziehung wurden in Großbritannien erst in den 1970er Jahren voneinander getrennt. Hier geht der Begriff Art Therapy auf den Maler Adrian Hill zurück, der in einem Sanatorium, in dem er zur Behandlung war, seine Mitpatienten zu künstlerischer Arbeit anregte. Damit begann seine künstlerische Arbeit mit Patienten, die er 1945 unter dem Titel Art Versus Illness als Buch dokumentierte. In den USA entwickelten die Pioniere Margaret Naumburg und Edith Kramer (1916–2014) etwa zur gleichen Zeit ihre kunsttherapeutischen Ansätze. In den späten 1940er Jahren entwickelte Margaret Naumburg die „Psychodynamische Kunsttherapie“ (dynamically oriented art therapy), während Edith Kramer die Kunsttherapie aus der künstlerischen Praxis ableitete (art as therapy). Ihr Ausgangspunkt war die kunsttherapeutische Arbeit mit Kindern, die in dem Buch „Kunst als Therapie mit Kindern“, das inzwischen zur Grundlagenliteratur der Kunsttherapie zählt, dokumentiert ist. Joan Erikson begann mit ihren kunsttherapeutischen Programmen in den 1950er Jahren. Judith Aron Rubin versteht sich mit ihrem Werk „Kunsttherapie als Kindertherapie“ ebenso in dieser Tradition wie Helen Landgarten, die ein Konzept klinischer Kunsttherapie vorlegte.
Ab 1974 entwickelten Paolo Knill, Shaun McNiff und Norma Canner an der Lesley University in Cambridge (USA) mit der Einrichtung eines Master-Lehrgangs in „Creative Arts Therapy“ die „Expressive Arts Therapy“ als eine intermodale und intermediale, also mehrere Künste umfassende Form künstlerischer Therapie.

### Europäischer und deutschsprachiger Raum
Im deutschsprachigen Raum stehen erste kunsttherapeutische Ansätze mit der Entwicklung der anthroposophischen Medizin im Zusammenhang. 1921 gründete Ita Wegman eine nach anthroposophischer Lehre geführte Privatklinik in Arlesheim in der Schweiz und integrierte ab 1927 mit Margarethe Hauschka und Liane Collot d’Herbois künstlerische Therapien wie das bildnerische Gestalten in die klinische Behandlung.
Etwa zur gleichen Zeit gab es erste Impulse zur Integration bildnerischen Gestaltens in die therapeutische Versorgung der Psychiatrie. In den 1920er Jahren fand das bildnerische Gestalten in den Psychiatrien Beachtung durch Veröffentlichungen von Hans Prinzhorn in Deutschland (Bildnerei der Geisteskranken, Berlin 1922) und Walter Morgenthaler in der Schweiz. Der Psychiater Walter Morgenthaler widmete 1921 Adolf Wölfli (1864–1930) das Buch Ein Geisteskranker als Künstler und machte ihn damit bekannt. Adolf Wölfli hat ein umfangreiches Werk hinterlassen und gilt inzwischen als einer der wichtigsten Vertreter bildnerischer Kunst von „Außenseitern“. Das ebnete nicht nur den Weg für die Kunsttherapie in der Psychiatrie, sondern hatte auch nachhaltige Wirkungen auf die bildende Kunst und wurde dort unter den Begriffen Art brut und später Outsider Art bekannt. Einer der ersten, die künstlerisches Arbeiten in die psychiatrische Behandlung einbezogen, war der Psychiater Leo Navratil (1921–2006), der seine Patienten zu künstlerischer Tätigkeit anregte und sie zu diagnostischen und therapeutischen Zwecken nutzte. Im Jahre 1981 gründete er auf dem Gelände des Gugginger Krankenhaus bei Wien das Haus der Künstler als Zentrum für Kunst- und Psychotherapie.
Der Begriff Art brut geht auf Jean Dubuffet zurück, der 1947 in Paris die Compagnie de l’Art brut gründete. Er öffnete damit die Grenzen des exklusiven Kunstbetriebs für die „Außenseiterkunst“, nicht ohne zu betonen, dass es um die Wirkung der Kunst und nicht um die Etablierung einer „Kunst der Geisteskranken“ gehe. Die gäbe es ebenso wenig „wie eine Kunst der Magenkranken oder der Kniekranken“. Ihm ging es vielmehr um die sinnlichen und ästhetischen Qualitäten des individuellen bildnerischen Ausdrucks, wie er sich in Gestaltungen von Laien, in Schöpfungen von „Geisteskranken“, Kritzeleien von Kindern oder Gestaltungen sogenannter primitiver Kulturen äußert. Aus den neuen bildnerischen Ausdrucksmöglichkeiten, die sich so für die bildende Kunst erschlossen, speisten sich in der Folgezeit verschiedene Kunstströmungen wie das Action Painting. Diese Entwicklungen veränderten nicht nur das Verständnis von Kunst, sondern öffneten auch den Blick für die therapeutischen Potenziale bildnerischen Gestaltens.
Der unmittelbare, individuelle Ausdruck innerer Bilder, das prozessorientierte Verständnis bildnerischen Schaffens und die damit verbundenen Kunstströmungen bilden den kunsthistorischen Kontext kunsttherapeutischer Praxis und Theoriebildung. Der Surrealismus, der von dem französischen Dichter und Kritiker André Breton 1924 begründet wurde, betont die Rolle des Unbewussten und hierin den Traum als Quelle bildnerischen Schaffens. In seiner Tradition sucht Jackson Pollock (1912–1956) mit Bezug auf Carl Gustav Jung in der indianischen Kultur und Mythologie einen Anknüpfungspunkt für den Ausdruck des Unbewussten und entwickelte nach 1946 das Action Painting: „Wenn ich in meinem Bild bin, bin ich mir nicht bewusst was ich tue.“ In der jüngeren Kunstgeschichte gibt es mit Joseph Beuys (1921–1986) („Kunst ist ja Therapie“) und dem von ihm proklamierten erweiterten Kunstbegriff, der die künstlerische Praxis auf die politische, gesellschaftliche und soziale Realität bezieht, einen direkten Bezugspunkt für eine kunsttherapeutische Praxis, die sich als soziale Kunst versteht. Ein weiterer Aspekt entstand durch Wolf Vostell, der 1961 mit seiner Prämisse Leben ist Kunst, Kunst ist Leben das Leben zur Kunst erklärte.
Andere Ursprünge der Kunsttherapie, auf die sich verschiedene aktuelle kunsttherapeutische Konzepte beziehen, liegen in der Pädagogik und Heilpädagogik, der Kunstpädagogik und der Ästhetischen Bildung. So steht im Zentrum verschiedener Ansätze der Reformpädagogik aus dem ersten Drittel des 20. Jahrhunderts die Überzeugung, dass das eigenverantwortliche, schöpferische Tun eine Grundlage für die Entwicklung des Menschen ist. An die Stelle der strikten Trennung von Wissen und Erfahrung tritt hier das Lernen am Stoff durch kreatives Gestalten. Hierauf beziehen sich kunsttherapeutische Konzepte, für die die Entwicklungsförderung, die Förderung sozialer und kreativer Fähigkeiten und die Schulung und Ausbildung der sinnlichen Wahrnehmung im Vordergrund stehen.

## Anwendungsbereiche
Die Kunsttherapie wird in klinischen, pädagogischen, heilpädagogischen oder soziokulturellen Bereichen ausgeübt, also z. B. in Krankenhäusern, Schulen, Einrichtungen der Behindertenhilfe, Museen, Gefängnissen, Altersheimen, in der Beratung, im Teamcoaching, in der Supervision, in der Erwachsenenbildung und in freier beratender und therapeutischer Praxis.
Die Kunsttherapie ist in Europa unterschiedlich in der Gesundheitsversorgung verankert. In England ist die Kunsttherapie bereits zu einem festen Bestandteil in klinischen Einrichtungen geworden. Im Jahr 1990 wurde bei einer Umfrage (Survey of Conditions of Service of Registered Art Therapists) ermittelt, dass 54 % von 64,4 % der befragten Kunsttherapeuten im Gesundheitsbereich tätig sind, 15 % im Sozialbereich und 7 % im Erziehungsbereich. In der Konsequenz ist seit 1997 der Beruf „Kunsttherapeut“ in England durch das Gesetz „Act of Professions Supplementary to Medicine“ gesetzlich geregelt und staatlich registriert worden.
In Deutschland ist die Kunsttherapie nicht in dieser Weise gesetzlich abgesichert. Allerdings ist hier die Kunsttherapie in den letzten Jahren in klinisch-medizinischen Behandlungskonzepten zu einem Bestandteil des psycho-sozialen Angebots im stationären und ambulanten, sowie im präventiven, akutmedizinischen (z. B. Krankheitsbewältigung- und -verarbeitung) und rehabilitativen Bereich geworden. Sie dient hier der Krankheitsvorsorge, der akuten Krankheitsbewältigung wie auch der Rehabilitation. Ihr Anwendungsbereich erstreckt sich gegenwärtig von der Psychiatrie über die Psychosomatik, Onkologie/Hämatologie, (Sozial-)Pädiatrie bis hin zur Neurologie und Geriatrie. Hier liegen bereits ausgearbeitete Leitlinien vor, die zur Integration der Kunsttherapie in das Fallpauschalensystem (Diagnosis Related Groups, Diagnosebezogene Fallgruppen, DRG) mit einer eigenen Einzelziffer sowie als Element einer „integrierten psychosozialen Komplexziffer“ geführt haben.
Neben der Arbeit mit Kindern, Jugendlichen und Erwachsenen in klinischen, aber vor allem auch in pädagogischen oder anderen sozialen Zusammenhängen, ist die kunsttherapeutische Arbeit mit alten Menschen und in der klinischen und ambulanten Praxis mit Krebspatienten etabliert. So spielen in der psychoonkologischen Behandlung die psychosozialen Belastungen sowie Coping, also die Bewältigung von schwierigen Lebenssituationen, eine zentrale Rolle. Dabei kommt es zu einer engen Verbindung zwischen somatischer Therapieführung und subjektivem psychischen Befinden bei Krebspatienten. In diesem Zusammenhang sind kunsttherapeutische Therapieverfahren mehr und mehr in der Krebstherapie integriert worden. Über den therapeutischen Ansatz der Kunsttherapie hinaus spielt zunehmend Salutogenese eine wichtige Rolle.
Als ein kognitiv und emotiv bildendes Medium nimmt die Kunsttherapie hier ressourcenaktivierend Einfluss auf die Stärkung der Resilienz (= seelische-geistige Widerstandskraft).
In der Gesundheitskultur leistet sie somit einen wichtigen Beitrag zur persönlichen, sozialen und ökonomischen Gesundheit. Hier tut sich ein neues kunsttherapeutisches Arbeitsfeld auf, z. B. in der betrieblichen Gesundheitsförderung.
In zahlreichen klinischen Anwendungsbereichen der Kunsttherapie liegen Einzelfallstudien vor, allerdings ohne empirische Befunde zur Wirksamkeit der Kunsttherapie, da sich künstlerisch-kreative Prozesse mit den Mitteln der evidenzbasierten Medizin oft nur schwer abbilden lassen. Im Hinblick auf klinisch-medizinische Einsatzfelder der Künstlerischen Therapien gibt es aber eine Reihe von Studien mit Positivbefunden in der Behandlung akuter und chronischer Schmerzleiden (Fibromyalgie) oder bei Kindern mit Leukämie. Andere Wirksamkeitsstudien zeigen eine signifikante Verringerung der körperlichen Symptome und psychischen Auffälligkeiten in der Psychosomatik. Eine Untersuchung der klinischen Ergebnisse und der Kosten anthroposophischer Therapien unter Einbeziehung der „Anthroposophischen Kunsttherapie“ bei Patienten mit chronischen Erkrankungen hat die langfristige Verbesserung chronischer Krankheitsbeschwerden und der gesundheitsbezogenen Lebensqualität bei gleichzeitiger Senkung der Behandlungskosten nachgewiesen. Eine evidenzbasierte, empirisch-quantitative Wirksamkeitsanalyse im klinischen Bereich bei Patienten in der Alkoholabhängigkeitsbehandlung zeigt signifikante Ergebnisse und Effektstärken durch den positiven Einfluss multimedialer, kunsttherapeutischer Wirkungsprozesse – unter anderem auf die Sinnerfüllung und die Selbstwirksamkeitserwartung. Das Entwicklungsgeschehen der Resilienz trägt dazu bei, die grundlegenden Fähigkeiten, Krisen mit Hilfe von eigenen Ressourcen zu bewältigen. Die Einstellung von Eigenverantwortung und Eigeninitiative zu einem zielgerichteten, vorausschauenden selbständigen Handeln und Lösen von unterschiedlichen Aufgabenstellungen wird durch kunsttherapeutische Interventionen gefördert.

### Essstörungen
Kunsttherapie kann Menschen mit Anorexie helfen, ihr Gewicht zu verbessern und Depressionen zu lindern. Traumatische oder negative Kindheitserfahrungen können zu ungewollt schädlichen Bewältigungsmechanismen wie Essstörungen führen. Dies kann dazu führen, dass die Betroffenen sich von ihren Gefühlen abkapseln, sich selbst ablehnen und ihre Stärken verleugnen. Die Kunsttherapie kann als Ventil dienen, um diese unzugänglichen Stärken und Gefühle zu erforschen; dies ist wichtig, weil Menschen mit Essstörungen möglicherweise nicht wissen, wie sie ihre Gefühle zum Ausdruck bringen können.
Kunsttherapie kann für Betroffene mit Essstörungen von Vorteil sein, weil sie mit Kunstmaterial visuelle Darstellungen von Fortschritten schaffen, Veränderungen am Körper darstellen und eine nicht bedrohliche Methode zum Ausleben von Impulsen bieten können. Menschen mit Essstörungen neigen dazu, sich durch Abwehrmechanismen ein Gefühl der Kontrolle zu erlangen; es ist wichtig, dass die Betroffenen durch freie Ausdrucksmöglichkeiten und das eigenständige kreative Arbeiten ein Gefühl der Autorität über ihre künstlerischen Produkte haben. Durch Werkzeuge wie Bleistifte, Marker und Buntstifte sowie die freie Wahl der Medien können die Betroffenen Grenzen um beunruhigende Themen herum schaffen.

## Beschreibung

### Grundlagen

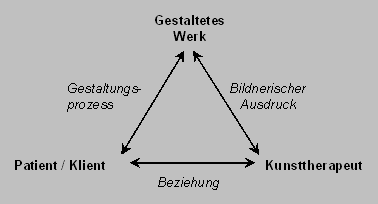
Kunsttherapeutische Triade

Die Kunsttherapie unterscheidet sich von anderen Therapieformen dadurch, dass zu der Beziehung Patient – Therapeut ein Drittes hinzutritt: das künstlerische Medium. Daraus ergibt sich zwischen den Beziehungspunkten Klient – Therapeut – Medium (Werk) ein Beziehungsdreieck, das in der kunsttherapeutischen Literatur als kunsttherapeutische Triade bezeichnet wird. Damit spielen für die kunsttherapeutische Praxis drei Ebenen und ihre Beziehung zueinander eine Rolle: das künstlerische Gestalten am Werk, die Beziehung zwischen Therapeut und Patient sowie die Betrachtung des Werkes und seine Wirkung. Hierdurch ergibt sich eine komplexe Anzahl an Interaktionskonstellationen. Das Werk selbst erhält eine mehrdimensionale Bedeutung sowie die Funktion eines kommunikativen Dritten, das durch den Klienten selbst geschaffen wird und real wahrnehmbar ist.
Ihre wissenschaftliche oder geisteswissenschaftliche Begründung findet die kunsttherapeutische Praxis in unterschiedlichen Disziplinen. Sie kann auf den Grundlagen der Psychoneurologie, der Kognitionswissenschaft, der Phänomenologie, der Psychotherapieforschung, der Synergetik, der Psychoanalyse, der analytischen Psychologie, der humanistischen Psychologie, der kognitiven Verhaltenstherapie oder der systemischen Therapie erfolgen oder auf anthroposophischen Annahmen beruhen.
Einige tiefenpsychologische Ansätze der Therapie, die mit Mitteln der bildenden Kunst arbeiten, verwenden an der Stelle des Begriffs Kunsttherapie den Begriff Maltherapie oder Gestaltungstherapie. Der Begriff Maltherapie wird sowohl für tiefenpsychologische als auch für anthroposophische Ansätze der Kunsttherapie verwandt, die sich ausschließlich auf die Malerei beziehen. Bei der Gestaltungstherapie handelt es sich um einen tiefenpsychologischen Ansatz der kunsttherapeutischen Praxis, in der zwar mit künstlerischen Medien gearbeitet wird, Gestaltungen aus der Therapie aber nicht als Kunst bezeichnet werden. Dabei ist die Gestaltungstherapie grundsätzlich zu unterscheiden von der Gestalttherapie, die ein besonderes Psychotherapieverfahren ist, das den Zusammenhang von Körper, Geist und Seele als ganze Gestalt auffasst.

### Setting
Die Kunsttherapie kann, je nachdem in welchem Praxisfeld sie stattfindet, welchen methodischen Ansätzen sie folgt oder welche Indikationen vorliegen, in unterschiedlichem Setting stattfinden. Sie wird sowohl als Einzel- oder Gruppentherapie als auch als Einzeltherapie in Gruppen angeboten. Sie kann in offenen Ateliers wie in geschlossenen Gruppen oder im geschützten Rahmen einer Einzeltherapie stattfinden. Dabei können verschiedene Materialien wie flüssige oder feste Farben, Ton, Holz oder Stein, z. B. Speckstein, zum Einsatz kommen. Mit den unterschiedlichen Bedingungen treten verschiedene Wirkungen in den Vordergrund, wie die individuelle Selbsterfahrung am Werk, die Wirkung der sozialen Interaktion in der Gruppe oder die sinnliche Auseinandersetzung mit dem spezifischen Medium. Themen und Materialien können vorgegeben oder frei gewählt werden.

### Wirkungsweise
In der Kunsttherapie wird mit bildnerischen Medien wie Farbe, Linie, Ton, Stein oder Fotografie gearbeitet, über die der Patient sich ausdrückt. Dabei geht es um seine inneren Bilder, seinen Blick auf die Welt, die Entwicklung neuer Fähigkeiten und Handlungsspielräume und die Entdeckung von Lösungsmöglichkeiten und Ressourcen. Neben tiefenpsychologischen Konzepten, die sich mit den Ursachen psychischer Störungen beschäftigen, spielen in anderen kunsttherapeutischen Ansätzen lösungsorientierte Konzepte eine Rolle, die im Sinne einer salutogenetisch orientierten Medizin nicht nach den Ursachen der Krankheit, sondern nach den Ursachen der Gesundheit fragen.
In der tiefenpsychologischen Kunsttherapie spielen innere Bilder eine Rolle, die in den Gestaltungen ihren Ausdruck finden. Innere Bilder, die mit Krisensituationen oder traumatischen Erlebnissen verbunden sind, können psychische Störungen auslösen. Solche Bilder können in künstlerischen Gestaltungen eine unmittelbare sinnliche Präsenz gewinnen, über die der Patient in einen gestalterischen Dialog mit ihnen treten kann. Dem gemalten oder gezeichneten Bild steht er gegenüber, er kann es verwandeln, so dass an die Stelle des belastenden (inneren) Bildes ein neues Bild treten kann: „In der Therapie geht es um das Gewahrwerden innerer Prozesse, um mehr Bewußtheit. Das bedeutet, um ein intensiveres Hineinlauschen oder Hineinschauen in die intrapsychische Welt mit all den Gefühlen, die sie auslöst, und dann wieder um ein Zurücktreten, das es möglich macht, die Muster und Regeln zu erkennen, die das innere und äußere Handeln beeinflussen und sie ihrer Zwänge zu entheben…“ (Elisabeth Wellendorf).
Das, was sich durch Bildgestaltungen in der Kunsttherapie äußert, ist aber nicht immer ein Ausdruck innerer Bilder, die dem Unbewussten angehören. Sie können diese auch verdecken, auf kulturelle Konventionen, ästhetische Vorbilder, Konzepte oder Schemata zurückgehen.
Lösungsorientierte Formen der Kunsttherapie blicken mehr auf die Fähigkeiten, die sich durch künstlerisches Gestalten entwickeln können. So bietet das bildnerische Gestalten auch die Möglichkeit durch Bilder Geschichten zu erzählen, Stimmungen im Bild Gestalt zu verleihen, den Blick für ästhetische Phänomene zu schulen oder die sinnliche Wirkung von ästhetischen Gestaltungen zu erleben. Die Kunsttherapie kann damit der Entwicklungsförderung, der Selbstverwirklichung, der Förderung sozialer und kreativer Fähigkeiten und der Schulung und Ausbildung der sinnlichen Wahrnehmung („sensorische Integration“) dienen.

## Kunsttherapeutische Ansätze
Die Unterscheidung in klinisch-medizinische, sozial-, heil- und sonderpädagogische, sowie psychotherapeutische Konzepte und Ansätze kunsttherapeutischer Praxis ist national und international relativ jung. Die verschiedenen kunsttherapeutischen Ansätze gehen zurück auf verschiedene Entwicklungslinien, auf verschiedene Anwendungsfelder und unterschiedliche Bezugswissenschaften. Sie basieren entweder auf tiefenpsychologischen Theorien, auf Kunst- und Bildwissenschaften, auf anthropologischen oder philosophischen Annahmen oder auch auf sozialwissenschaftlichen Theorien. Damit hat die Kunsttherapie unterschiedliche und interdisziplinäre Ausgangspunkte und Bezüge. So vielfältig der Begründungszusammenhang der verschiedenen kunsttherapeutischen Ansätze mit Bezug auf verschiedene Anwendungsfelder, unterschiedliche Bezugswissenschaften oder damit in Zusammenhang stehenden therapeutischen Methoden, so heterogen ist die Begriffsbildung in der kunsttherapeutischen Theoriebildung. Die Unterscheidung in verschiedene kunsttherapeutische Ansätze ist hierbei nicht mehr als eine Orientierungshilfe.

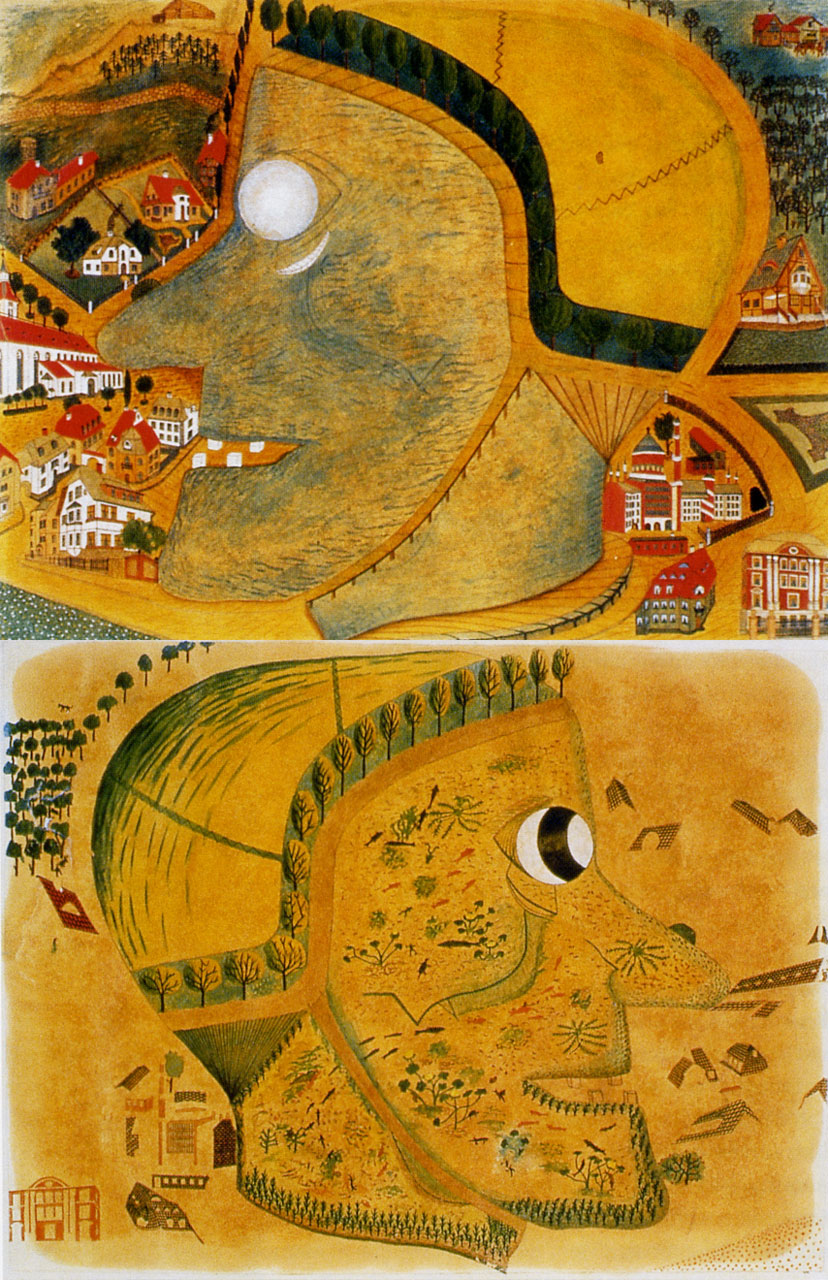
Aus der Sammlung Prinzhorn: August Natterer (Neter): „Hexenkopf“ (Vorder- u. Rückseite), ca. 1915

Kinderzeichnung

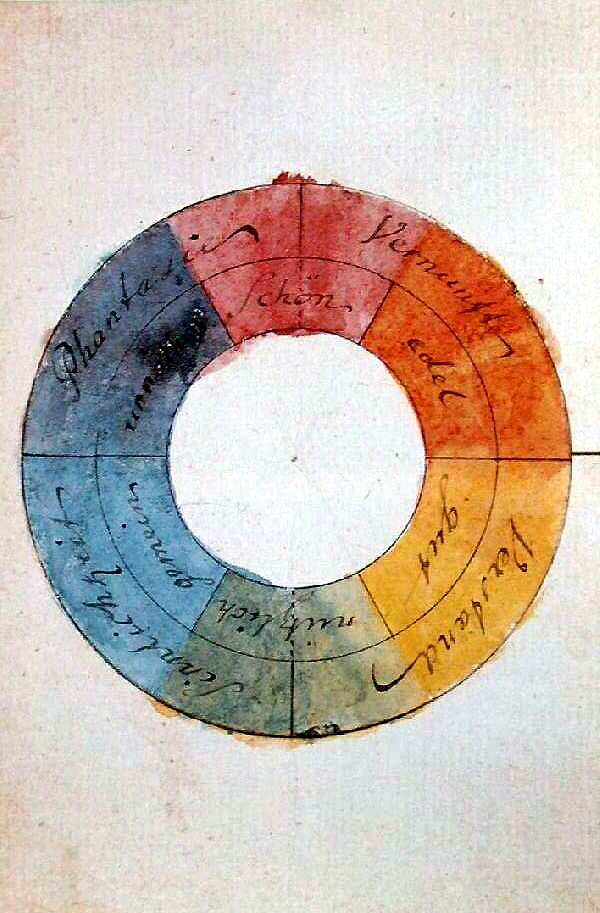
Goethes Farbenkreis

Von Karl-Heinz Menzen werden die kunsttherapeutischen Ansätze unterschieden in den kunstpsychologischen, den kunstpädagogischen, den ergotherapeutischen, den heilpädagogisch-rehabilitativen, den kreativ- und gestaltungstherapeutischen Ansatz und den tiefenpsychologischen Ansatz. Baukus und Thies differenzieren zwischen dem psychiatrischen, dem künstlerisch-pädagogischen, dem heilpädagogischen, dem psychotherapeutischen, dem anthroposophischen, dem rezeptiven und dem integrativen Ansatz.

### Tiefenpsychologische und psychotherapeutische Ansätze
In tiefenpsychologischen und psychotherapeutischen Ansätzen der Kunsttherapie werden Bilder als Visualisierungen psychischen Geschehens aufgefasst. Die psychoanalytische Kunsttherapie geht auf Sigmund Freud oder C. G. Jung zurück, die bereits eine Beziehung zwischen dem Bildhaften und dem „Unbewussten“ herstellten. In der therapeutischen Praxis können Bilder Grundlage für Deutung (Bildinterpretation) und das therapeutische Gespräch sein. C. G. Jung verwendete als zentralen Begriff den des „kollektiven Unbewussten“, das die Eindrücke aller Erfahrungen der Menschheitsgeschichte, die dem individuellen Ich vorausgehen, beinhaltet. Die Archetypen sind die einzelnen Elemente, aus denen das kollektive Unbewusste besteht, und das sich in Symbolen, einer Art primitiven Bildersprache, manifestiert.
Daran anknüpfend gehen tiefenpsychologische Ansätze der Kunsttherapie von einem Zusammenhang von Psyche und gestaltetem Ausdruck aus. Danach können durch schöpferische Prozesse Veränderungen im Menschen ausgelöst werden. Darüber hinaus kann das bildnerische Gestalten ermöglichen, Bilder, die Teil unserer inneren und äußeren Ordnung sind, zu erinnern und zu integrieren.

### Pädagogische, heilpädagogische oder kunstpädagogische Ansätze
Die kreative Auseinandersetzung mit bildnerischen Medien geht zurück auf das kindliche Spiel, das eine wesentliche Bedingung für die Entwicklung des Kindes ist. Ihren Ausdruck findet diese Entwicklung in der Kinderzeichnung, die verschiedene Stufen der kindlichen Entwicklung widerspiegelt. Die kreative Beschäftigung des Kindes mit Objekten seiner Umwelt ist eine Voraussetzung für seine gesunde Entwicklung. Hier beziehen sich pädagogische, heilpädagogische oder kunstpädagogische Ansätze der Kunsttherapie auf Theorien der Psychologie und Entwicklungspsychologie. Philosophiegeschichtlich haben diese Ansätze einen Bezug zu Friedrich Schiller, der in den Briefen „Über die ästhetische Erziehung des Menschen“ (1795) die Auffassung begründet hat, dass der Mensch sich im ästhetischen Handeln verwirklicht. Im 20. Jahrhundert findet das eine Resonanz in der Reformpädagogik und schließlich dem Bauhaus und ihren Konzepten zur kulturellen Förderung und Bildung des Menschen.
In Bezug auf pädagogische und heilpädagogische Ansätze der Kunsttherapie wurden von H. G. Richter der Begriff „Pädagogische Kunsttherapie“ und von K. H. Menzen der Begriff „Heilpädagogische Kunsttherapie“ eingeführt.

### Anthroposophische Ansätze
Kunsttherapie auf anthroposophischer Grundlage beruht auf anthropologischen Annahmen und bezieht sich auf leibliche und seelisch-geistige Gestaltprozesse, die durch bildnerisches Gestalten angeregt werden. Grundlage ist das auf Rudolf Steiner zurückgehende Menschenbild der Anthroposophie. Die anthroposophische Kunsttherapie bezieht die Phänomene der Gestaltbildung auf die polaren Formen von Chaos und Form, zwischen denen der Rhythmus einen Ausgleich schafft.
Sie bezieht sich im therapeutischen Malen auf die Farbenlehre von Goethe. Goethe beschreibt die Entstehung der Farben aus der Polarität von Licht (Gelb) und Finsternis (Blau) als „Urphänomen“, aus dem sich die psychologischen Wirkungen der Farben („sinnlich-sittliche Wirkung der Farben“) auf den Menschen begründen.
Das plastisch-therapeutische Gestalten gehört zu vier Grundtherapieformen anthroposophischer Ansätze der Kunsttherapie (Musiktherapie, therapeutische Sprachgestaltung, Maltherapie und plastisch-therapeutisches Gestalten). Hierbei wird hauptsächlich mit dem Material Ton gearbeitet, aber auch mit Materialien wie Stein oder Holz. Das plastische Gestalten wird, wie auch das therapeutische Malen, in seiner Wirksamkeit in einem Zusammenhang mit seelisch-geistigen Prozessen gesehen.
Innerhalb der anthroposophischen Kunsttherapie gibt es verschiedene Ausrichtungen, die zum Teil unterschiedliche Methoden entwickelt haben.

### Kunstorientierte und kunstbasierte Ansätze
Sowohl kulturphilosophisch als auch anthropologisch und philosophisch begründet sind kunstorientierte und kunstbasierte Ansätze der Kunsttherapie. Unter dem Stichwort „kunstorientiertes Handeln“ in der Begleitung von Veränderungsprozessen wurde in den 1970er Jahren in den USA eine intermodale Variante der Kunsttherapie unter dem Begriff „Expressive Arts Therapy“ entwickelt. Die Expressive Arts Therapy bezieht als intermodale Therapie in die therapeutische Praxis nicht nur die bildende Kunst, sondern auch die anderen Künste wie Tanz, Schauspiel, Musik oder Poesie ein. In Deutschland wird dieser Therapieansatz als „Intermediale Kunsttherapie“ bezeichnet. Im Gegensatz zu Therapieansätzen, in denen der seelische Konflikt, unter dem der Patient leidet, in den Mittelpunkt gerückt wird, hat die Expressive Arts Therapy bzw. Intermediale Kunsttherapie mit der Methode der „intermodalen Dezentrierung“ einen lösungsorientierten Ansatz. „Dezentrierung“ bedeutet die Abwendung von dem eigentlichen Problem und die Hinwendung zu neuen, ästhetischen Erfahrungen. Die Hinwendung zu einer gestalterisch-künstlerischen Tätigkeit soll durch eine „alternative Welterfahrung“ neue Lösungsmöglichkeiten und Perspektiven eröffnen, die der eingeschränkte Blick auf das Problemfeld verschließt.
In Deutschland sind künstlerisch orientierte Ansätze der Kunsttherapie als „Kunst im Sozialen“ etabliert und gehen zurück auf die anthropologische und rezeptionsästhetische Theoriebildung in den Kunst- und Bildwissenschaften, wie beispielsweise in der theoretischen Grundlegung von Rudolf Arnheim: „Alles Wahrnehmen ist auch Denken, alles Denken ist auch Intuition, alles Beobachten ist auch Erfinden“ (in: Kunst und Sehen: Eine Psychologie des schöpferischen Auges). Für künstlerisch orientierte Therapieansätze gilt daher künstlerisches Handeln selber als unmittelbare Quelle von Wissen und Erkenntnis, die sich über die sinnliche Erfahrung erschließen. Darüber hinaus beziehen sich anthropologisch begründete Ansätze der Kunsttherapie auf einen erweiterten Kunstbegriff. Das hiermit verbundene Verständnis von Therapie geht über ein Verständnis von Therapie im engeren medizinisch-klinischen Sinn hinaus und meint im Sinne seiner Herkunft aus dem Griechischen (θεραπεία therapeía, deutsch ‚das Dienen‘, zu therapeúein: dienen, heilen, pflegen) die Begleitung und Unterstützung des anderen, hilfesuchenden Menschen. Dieses Therapieverständnis hat Verwandtschaft mit der von Carl Rogers entwickelten klientenzentrierten Psychotherapie, in der die Beziehung zwischen Klient und Therapeut im Mittelpunkt steht. Künstlerisch orientierte Ansätze der Kunsttherapie, die die Beziehung zwischen Klient und Therapeut in den Mittelpunkt rücken, fassen daher therapeutisches Handeln als künstlerisches Handeln in der Beziehung zu einem anderen Menschen auf.

## Kunsttherapeutische Methoden
Kunsttherapeutische Methoden können – wie in tiefenpsychologischen Ansätzen – die künstlerische Gestaltung zum Anlass nehmen, seelische Konflikte zu diagnostizieren und über sie zu sprechen, sie können – wie in prozessorientierten Ansätzen – das Therapeutische des künstlerischen Tuns in den Vordergrund rücken oder sie können – in rezeptiven Ansätzen – die Wirkung des Mediums auf den Klienten zum Ausgangspunkt der kunsttherapeutischen Praxis nehmen.
Das Sprechen über das in der Kunsttherapie gestaltete Werk kann dem Patienten helfen, neue Perspektiven und Lösungsmöglichkeiten zu entdecken. Allerdings geht es dabei nicht in erster Linie darum Bilder zu deuten oder Bilder in Worte zu übersetzen. Bilder lassen sich nicht einfach als Text lesen, der hinter ihnen liegt und ihnen Bedeutung verleiht. Eine Ausnahme bilden psychologische, nach bestimmten Regeln durchgeführte psychologische Testverfahren, die aber eher in der psychologischen Diagnostik eine Verwendung finden.
Kunsttherapeutische Methoden können durch das spezifische Setting die Kreativität anregen, sie können sich aber auch auf die unmittelbare, eher lösende oder strukturierende Wirkung der Gestaltungsmedien beziehen, wie z. B. Wasserfarbe, Zeichenstift oder plastische Ausdrucksmittel (Ton oder Stein), sensorische Fähigkeiten entwickeln, auf erworbene Handlungsmuster wirken und soziale, zwischenmenschliche Fähigkeiten fördern.

### Zeichentests
Zeichentests dienen der Diagnostik und setzen bei dem Therapeuten eine psychologische Qualifikation voraus. Als projektive Untersuchungsmethoden gelten
- die Darstellung der Familie in Tieren, bei der der Proband seine Familienmitglieder als Tiere zeichnerisch darstellen soll,
- der Rorschach-Test (auch: Tintenkleckstest), für den Hermann Rorschach eine eigene Persönlichkeitstheorie entwickelte,
- der thematische Apperzeptionstest (TAT) und
- der Wartegg-Zeichentest.

Allerdings werden diese Tests hinsichtlich ihrer Belastbarkeit (Validität) eher schlecht bewertet.

### Messpainting
Das „Messpainting“ soll durch spontanes Malen die Kreativität anregen. Benutzt werden Zeitungspapier, Finger-, Kleister- oder Dispersionsfarben, Pinsel. Die Grundregeln sind:
- Es wird sehr schnell gemalt (etwa alle zwei Minuten entsteht ein Bild, bis etwa 10–14 Bilder entstanden sind),
- die Zeitungsbögen werden mindestens zu 80 % mit Farbe bedeckt,
- die Bilder entstehen aus einem ungehemmten Bewegungsablauf (es geht nicht darum, schöne Bilder zu malen, die Aufmerksamkeit liegt auf dem Malprozess).

### Ausdrucksmalerei
Die Ausdrucksmalerei ist eine Methode des Malens nach Arno Stern. Er entwickelte sie in den 1950er Jahren in der Arbeit mit Kindern, in der das Hervorbringen von Spuren auf einem Blatt Papier ohne künstlerische Gestaltungsabsicht als „sinnvolles Spiel“ im Vordergrund steht. Dabei gelten folgende Regeln:
- Das Malen wird mit Gouachefarben mit den Händen oder dem Pinsel durchgeführt.
- Der Raum, in dem man malt, soll geschützt sein.
- Es wird im Stehen gemalt.
- Der Vorgang des Malens, jedoch nicht das Ergebnis stehen im Vordergrund (Es gibt kein „schön“ und kein „hässlich“).

Verwandt mit der Ausdrucksmalerei ist das „Begleitete Malen“ nach Bettina Egger.

### Begleitetes Malen
Das Begleitete Malen nach Bettina Egger ist eine  kunsttherapeutische Methode, welche seit 1965 aus dem Ausdrucksmalen nach Arno Stern entwickelt wurde. Der Prozess des Malens wird ohne Interpretation und Wertung mit offenen Fragen und speziellen Interventionen begleitet. Die Aufmerksamkeit liegt bei dem, wie gemalt wird. Es wird langsam und mit der ungeübten Hand gemalt.

### Lösungsorientiertes Malen
Das Lösungsorientierte Malen (LOM) nach Bettina Egger und Jörg Merz ist eine Form der Kurzzeittherapie, die davon ausgeht, dass „störende“ oder traumatisierende Bilder durch „störungsfreie“ Bilder, die in der Therapie gemalt werden, ersetzt werden können. Sie bezieht sich dabei auf neurobiologische Forschungen, die annehmen, dass Bilder ein  neurologisches Korrelat haben.

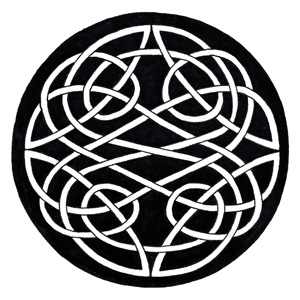
Flechtband: keltischer Knoten

### Formenzeichnen
Das Formenzeichnen ist eine aus der Waldorfpädagogik stammende und in der anthroposophischen Kunsttherapie verbreitete Methode. Vorbild für das Formenzeichnen ist die Kunst der Kelten und die „Ars lineandi“ in der Steinmetzkunst der Langobarden und Iren.
Das Mittel des Formenzeichnens ist die Linie als Spur der Bewegung. Der Bewegungsablauf wird rhythmisch gegliedert und bewegt sich zwischen den Polen des „Bindens“ und des „Lösens“, wie z. B. bei sogenannten Flechtbändern. In der Regel ist der Patient aufgefordert, vorgegebene Linienverläufe aktiv aus der freien Bewegung nachzuvollziehen. Dabei soll der Rhythmus zwischen den beiden Polen der Verfestigung und der Auflösung einen Ausgleich schaffen.

### Arbeit am Tonfeld
Die Arbeit am Tonfeld ist eine von Heinz Deuser entwickelte kunsttherapeutische Methode. Das Tonfeld besteht aus formbarem Ton in einem Holzkasten. Der Patient ist aufgefordert den Ton wahrzunehmen und nach Möglichkeit mit geschlossenen Augen zu gestalten. Im „Handlungsdialog“ der Hände mit den eigenen Spuren soll die Bewegung als gestaltende Kraft auf den Patienten und auf erworbene Handlungsmuster wirken.

### Dialogisches Malen
Das dialogische Malen geht vorwiegend auf pädagogische, heilpädagogische oder kunstpädagogische Ansätze zurück. Der Dialog entwickelt sich nonverbal zwischen zwei Personen, gegebenenfalls zwischen Therapeut und Klient, in der Gestaltung eines gemeinsamen Bildes. Das Bild kann zu einer „gegenständlichen“ Darstellung führen, die eine Geschichte erzählt oder auch zu einer „abstrakten“ Komposition, in der Formen, Linien und Farben in eine Beziehung zueinander treten. Neben der Anbahnung und Förderung von kreativen Prozessen stehen hierbei die Entwicklung, Gestaltung und das Sichtbarmachen von sozialen Interaktionen im Vordergrund.

## Berufsbild Kunsttherapie
In den europäischen Ländern ist die Kunsttherapie unterschiedlich anerkannt und gesetzlich geregelt:
- In Deutschland gibt es kein einheitliches Berufsbild für Kunsttherapie. Es gibt kunsttherapeutische Ausbildungen an Hochschulen, Fachhochschulen und privaten Ausbildungsinstituten.[74] An Fachhochschulen werden vierjährige, grundständige Ausbildungen und an Universitäten und Kunsthochschulen kunsttherapeutische Aufbaustudiengänge angeboten. Sie schließen entweder mit einem Diplom oder einem Bachelor- oder Masterabschluss ab. Daneben bieten private Ausbildungsinstitute Ausbildungen in Vollzeit und berufsbegleitend an. Die Berufs- und Fachverbände haben hierfür unterschiedliche Ausbildungsstandards entwickelt, die Voraussetzung für eine Mitgliedschaft sind. Einheitliche und verbindliche Standards gibt es weder für Hochschulen noch für private Ausbildungsinstitute.
- In Österreich und Deutschland darf die Kunsttherapie nicht als Psychotherapie bezeichnet werden.
- In Österreich läuft zurzeit (Stand 2017) ein Verfahren zur Anerkennung der Kunsttherapie als eigenständiges Berufsbild im Gesundheitsbereich.
- In der Schweiz wurde 1993 eine Charta unterzeichnet, die Grundpositionen der wichtigsten Psychotherapie-Methoden in der Schweiz definiert. Die Charta wurde in einem Prozess entwickelt, an dem 1700 Psychotherapeuten beteiligt waren.[75] 2002 schlossen sich sieben Fachverbände für künstlerische Therapien zu einem Dachverband, der „Konferenz der Schweizer Kunsttherapieverbände KSKV/CASAT“ zusammen, mit dem Ziel, die staatliche Anerkennung über eine Höhere Fachprüfung zu erreichen. Am 18. März 2011 wurde die Höhere Fachprüfung (Eidgenössisches Diplom (ED)) für Kunsttherapeutinnen und Kunsttherapeuten durch das Bundesamt für Berufsbildung und Technologie (BBT) in der Schweiz genehmigt und damit die Berufsbezeichnung: Diplomierte Kunsttherapeutin (ED)/Diplomierter Kunsttherapeut (ED) anerkannt.[76] Die Berufsbezeichnung betrifft fünf spezifische Fachrichtungen: Bewegungs- und Tanztherapie, Drama- und Sprachtherapie, Gestaltungs- und Maltherapie, intermediale Therapie und Musiktherapie.
- In Großbritannien wurde der Beruf des Kunst-, Musik- und Dramatherapeuten 1997 staatlich registriert.[1]

## Fachzeitschriften und Periodika
- Forum für Kunsttherapie.Fachzeitschrift Schweizerischer Fachverband für Gestaltende Psychotherapie und Kunsttherapie GPK, Aarburg 1986–, ISSN 1018-4090.
- GMS Journal of Arts Therapies – Journal of Art-, Music-, Dance-, Drama- and Poetry-Therapy. Wissenschaftliche Fachgesellschaft für Künstlerische Therapien, ISSN 2629-3366 (online).
- Kunst & Therapie. Zeitschrift für bildnerische Therapien. Claus Richter Verlag, Köln 1997–, ISSN 1432-833X.
- Musik-, Tanz- und Kunsttherapie. Zeitschrift für künstlerische Therapien im Bildungs-, Sozial- und Gesundheitswesen. Hogrefe, Göttingen 1988–, ISSN 0933-6885 (hogrefe.com).
- Reihe Wissenschaftliche Grundlagen der Künstlerischen Therapien. HPB University Press, Hamburg/Potsdam/Berlin, ZDB-ID 2926485-6.
- International Journal of Art Therapy. Inscape. Hrsg. von der British Association of Art Therapists. 2005–, ISSN 1745-4832.
- Journal of Applied Arts & Health. Intellect, ISSN 2040-2457.
- ARTherapy. Journal of the American Art Therapy Association, 1991–, ISSN 0742-1656 (tandfonline.com; zuvor u.d.T.: Art Therapy. Journal of the American Art Therapy Association, 1983/84–1991, ISSN 0742-1656).
- Poiesis. A Journal of the Arts and Communication, EGS Press, [nachgewiesen ab] 7.2005–, ISSN 1492-4986.
- gestaltungsprozesse. Fachzeitschrift des Fachverbandes für Mal- und Gestaltungstherapie. Wien. (f-mgt.at).

## Film
- Christian Beetz (Regie): Zwischen Wahnsinn und Kunst. Die Sammlung Prinzhorn. D, 2007, 75 Min. Adolf-Grimme-Preis 2008

### Außenseiterkunst
- Werke aus der Sammlung Prinzhorn
- Haus der Künstler in Gugging. Art Brut Center Gugging

### Kinderzeichnung
- Die Entwicklung der Kinderzeichnung (Galerie zur Kinderzeichnung)